# Vinderup
Vinderup é um município da Dinamarca, localizado na região ocidental, no condado de Ringkobing.
O município tem uma área de 224 km² e uma  população de 8 035 habitantes, segundo o censo de 2005.